# 西仁連川
西仁連川（にしにれがわ）は、おもに栃木県小山市、茨城県結城市・古河市・坂東市を流れる利根川水系の小河川。県管理の一級河川。

## 地理
栃木県小山市域を上流域とし、小山市と茨城県結城市の境界を南流した後、古河市内に入る。東諸川で飯沼川・東仁連川が分岐し、三河川が並行して南東へ流れる。これらの小河川にはさまれた領域が、かつて飯沼があった干拓地である。西仁連川は飯沼西岸・台地の縁に沿って流れ、坂東市勘助新田・幸田新田で飯沼川と合流した後、菅生沼で東仁連川もあわせて、利根川に接続する。主な流域は、小山市の東山田・鉢形・北飯田・萱橋・向野・中久喜・横倉・田間・武井、結城市の結城・小田林・上成・田間・武井・北南茂呂・七五三場、古河市の上和田・五部・東諸川・仁連・東山田・長左エ門新田、坂東市の逆井・山・生子新田・沓掛・内野山・平八新田・勘助新田・幸田新田  。

## 歴史
西仁連川・飯沼川・東仁連川ともに、江戸期享保年間の飯沼新田開発によって開削された人工の河川である。詳細は「飯沼」を参照。

一方で飯沼より上流にあった「江川」も新河川法施行法（昭和39年７月10日法律第168号）により、名称を「西仁連川」に変更、旧飯沼の西仁連川とあわせて、ひとつの川として管理されることになった。

## 周辺施設
- 三和ふるさとの森（古河市東諸川）
- 八俣送信所：西仁連川に接した台地上にある。同所の敷地内には「五十塚古墳群」（いそづかこふんぐん）が所在。飯沼周辺には多数の古墳が分布しており、古墳時代には政治経済活動が活発な地域であったと推定される[6]。
- 逆井城跡：戦国時代には飯沼城とも呼ばれた城跡。西仁連川（飯沼西岸）は、古河公方領国の最前線となっていた。
- 坂東郷土館ミューズ（坂東市山）